# Apollonius Dyscolus
Apollonius Dyscolus (Oudgrieks: Ἀπολλώνιος ὁ δύσκολος, Apollṓnios ho dúskolos) was een Griekstalige grammaticus in het Romeinse Rijk, actief in de 2e eeuw n.Chr.

## Leven
De exacte levensdata van Dyscolus zijn niet gekend, hoewel hij actief was ten tijde van de Adoptiefkeizers Hadrianus en Antoninus Pius. Hij bracht zijn leven door in Alexandrië, afgezien van een bezoek aan Rome, en zou leerling zijn geweest van Tryphon van Alexandrië. De namen van zijn ouders zouden Mnesitheüs en Ariadne geweest zijn. Naar verluidt zou hij zijn leven in zo'n armoede hebben gespendeerd dat hij geen papyrus kon betalen en zijn werken moest schrijven op potscherven – een dramatische anekdote die er wellicht vooral op wijst dat hij geen mecenas had noch verbonden was aan een instelling als het museum van Alexandrië. Dyscolus was waarschijnlijk een grammaticaleraar van beroep, aangezien verscheidene voorbeeldzinnen de sfeer van een klaslokaal oproepen.

### Invloed
Dyscolus schreef in Koinè, aangezien atticiserende taal eerder bestemd was voor hoge literatuur. Hij was de vader van Aelius Herodianus, een andere grammaticus: samen zouden ze een grote invloed op Priscianus uitoefenen. Priscianus zou Dyscolus zelfs bestempelen als princeps grammaticorum ("de voornaamste der grammatici") en maximus auctor artis grammaticae ("de belangrijkste schrijver op vlak van de grammatica"). Ook Georgius Choeroboscus en de scholiasten op Dionysius Thrax zouden zijn werken over naamwoorden en werkwoorden citeren. Dyscolus gaf een aanzet tot het systematische gebruik van filosofische categorieën om taal te beschrijven, wat zou culmineren in onder andere de grammatica's van Aelius Donatus. Dyscolus' belang is het gevolg van zijn aandacht voor wetenschappelijke verklaringen naast de eerder "fantasierijke" theorieën van die tijd.
Daarnaast bleken zijn talige ondervindingen gezaghebbend gedurende de middeleeuwen tot de tijd van Theodorus Gaza en Constantinus Lascaris.

### Bijnaam
Zijn bijnaam Dyscolus (δύσκολος) betekent "knorrig" of "moeilijk". Verschillende mogelijke verklaringen voor die benaming zijn geopperd:
- Hij hanteerde een schrijfstijl die zijn taal moeilijk verstaanbaar maakte;
- Hij was korzelig en twistziek;
- Hij ondervraagde zijn medegrammatici graag met obscure woorden.

## Werken
De Suda noemt 26 werken die door Apollonius Dyscolus zouden zijn vervaardigd. Slechts vier daarvan zijn bewaard gebleven, allemaal via één enkel manuscript: Paris. gr. 2548. Naast Περὶ συντάξεως of De constructione, zijn hoofdwerk, zijn er Περὶ ἀντωνυμίας of De pronomine, Περὶ ἐπιρρημάτων of De adverbio en Περὶ συνδέσμων of De coniunctione. De laatste drie daarvan zijn gekend als scripta minora en delen een gelijkaardige structuur:
- De eerste helft, de ἔννοια ("idee" of "notie"), biedt algemene theorie over het rededeel en omvat verschillende onderwerpen:
  - de κλῆσις ("benaming") gaat over de naam van het rededeel;
  - de ὅρος ("begrenzing") – een definitie;
  - de γένη ("soorten") – een overzicht van de verschillende types;
  - enkele syntactische kenmerken van het rededeel;
  - de μερισμός ("bedeling") benoemt enkele voorbeelden van het rededeel;
- De tweede helft, de σχῆμα τῆς φωνῆς ("vorm van het woord"), behandelt de vormelijke eigenschappen van het rededeel samen met prosodische kenmerken, de dialectale varianten en de invloed op het gemoed (πάθη, "gemoedsaandoening").

De eerste instantie van een definitie voor het naamwoord en werkwoord met een filosofische gronding is te vinden bij Dyscolus, die terminologie hanteert van de stoïcijnse ontologie; zo beduidt het naamwoord substantie of eigenschap en het werkwoord een handeling of het ondergaan van een handeling. Ook citeert hij doorheen zijn werken verschillende grammatici: Zenodotus van Efeze, Aristarchus van Samothrace, Dionysius Thrax, Apollodorus van Athene, Tyrannion de Oudere, de eerder vermelde Tryphon, Habron, en een zekere Heraclides van Milete; minder belangrijke namen, althans in de ogen van Apollonius, zijn Dionysodorus van Troezen, Draco en de obscure Philopon.

### Περὶ συντάξεως
In zijn hoofdwerk behandelt Dyscolus de Oudgriekse zinsleer. Het is opgedeeld in vier boeken:
- Boek 1 legt de basis met het aantal en de volgorde van de rededelen, waarvan er acht zijn (naamwoord, werkwoord, deelwoord, lidwoord, voornaamwoord, voorzetsel, bijwoord en voegwoord), waarna het de syntaxis van het lidwoord behandelt;
- Boek 2 behandelt de syntaxis van het voornaamwoord;
- Boek 3 behandelt congruentie (καταλληλότης) en biedt een algemeen overzicht van de syntaxis van het werkwoord;
- Boek 4 behandelt de syntaxis van de voorzetsels, bijwoorden en voegwoorden, maar is slechts voor een klein gedeelte overgeleverd.

Als vroeg grammaticahandboek bevat De constructione nog geen systematische behandeling van alle vervoegingen en verbuigingen, wel liggen de observaties erin aan de basis van de syntaxis als onderzoeksveld.

### Περὶ ἀντωνυμίας
De structuur van dit werk over het voornaamwoord komt in grote lijnen overeen met de opzet van Dyscolus' andere scripta minora. De voorbeelden uit de eerste helft zijn afkomstig van het alledaagse Grieks uit de omgeving van Dyscolus en van klassieke auteurs als Homerus, terwijl de tweede helft vooral voorbeelden uit de poëzie haalt om, aansluitend bij de σχῆμα τῆς φωνῆς, gebruik te maken van de dialectale variatie. Dyscolus biedt daarbij citaten van slecht overgeleverde dichters als Epicharmus, Rhinthon, Sophron en Corinna.

### Περὶ ἐπιρρημάτων
Zoals uit de naam blijkt, behandelt dit werk de Oudgriekse bijwoorden. Het werk is op te delen in vier delen:
- In het eerste deel biedt Dyscolus een definitie van het bijwoord met een verklaring van de constituerende concepten;
- Het tweede deel behandelt, op basis van de theorie uit deel één, moeilijk te classificeren talige elementen;
- Het derde deel is gewijd aan de fonetische structuur van bijwoorden;
- In het vierde deel behandelt de auteur de syntaxis van bijwoorden van plaats.

### Περὶ συνδέσμων
Het werk περὶ συνδέσμων is de enige overgeleverde antieke monografie die specifiek aan voegwoorden is gewijd. Gezien de schaarste aan materiaal tussen de tijd van de Alexandrijnse filologen en Dyscolus is het echter moeilijk om te bepalen wanneer de studie van de voegwoorden zich tot een onafhankelijk onderzoeksgebied had ontwikkeld.
- Bibsys: 90231443
- Biblioteca Nacional de España: XX1165637
- Bibliothèque nationale de France: cb119298010 (data)
- Catàleg d'autoritats de noms i títols de Catalunya: 981058511170506706
- CiNii: DA04509655
- Gemeinsame Normdatei: 118645471
- International Standard Name Identifier: 0000 0000 6299 5147
- Library of Congress Control Number: n82054983
- Nationale Bibliotheek van Tsjechië: ola2002146920
- Nationale bibliotheek van Australië: 35070344
- Nationale Bibliotheek van Israël: 987007345727005171
- Nationale en Universitaire bibliotheek Zagreb: 000731684
- Nederlandse Thesaurus van Auteursnamen: 069836663
- Réseau des bibliothèques de Suisse occidentale: 02-A012319261
- Istituto Centrale per il Catalogo Unico: SBLV301136
- LIBRIS: 174779
- Système universitaire de documentation: 027998568
- Trove: 817756
- Virtual International Authority File: 72187489
- WorldCat: E39PCjJVGhyrdFQMdbBVQtKXtX